# بتهلن
بتهلن (به آلمانی: Betheln) یک منطقهٔ مسکونی در آلمان است که در Gronau واقع شده‌است. بتهلن ۹۷۲ نفر جمعیت دارد.